# Albert River (vattendrag i Australien, Victoria)
Albert River är ett vattendrag i Australien. Det ligger i delstaten Victoria, omkring 180 kilometer sydost om delstatshuvudstaden Melbourne.
Genomsnittlig årsnederbörd är 1 069 millimeter. Den regnigaste månaden är juni, med i genomsnitt 164 mm nederbörd, och den torraste är januari, med 44 mm nederbörd.